# Шотман, Александр Васильевич
Алекса́ндр Васи́льевич Шо́тман (партийные псевдонимы Берг, Горский; 25 августа [6 сентября] 1880, Александровское, Санкт-Петербургская губерния — 30 октября 1937, Москва) — русский революционер, советский государственный и партийный деятель. Член РКП(б) с 1899 года. 30 октября 1937 года был расстрелян за «участие в антисоветской троцкистской организации».

## Биография
Родился 25 августа (6 сентября) 1880 года в селе Александровском Санкт-Петербургского уезда Санкт-Петербургской губернии (ныне в черте Санкт-Петербурга) в семье рабочего. Окончил трёхклассное народное училище. С 15 лет работал токарем на заводах Лесснера, Нобеля и Обуховском.

### Революционная деятельность
В 1899 году вступил в подпольный кружок РСДРП, в 1899—1901 годах являлся членом петербургского Союза борьбы за освобождение рабочего класса. Один из организаторов Обуховской обороны в мае 1901 года. Работая на заводе Нобеля (ныне завод «Русский дизель»), был в 1902 году парторганизатором Выборгского райкома и членом Петербургского комитета РСДРП. Делегат II съезда РСДРП (Брюссель — Лондон, 1903) от Петербургской организации, на котором с самого начала раскола примкнул к ленинскому крылу (большевикам).
После возвращения в Россию нелегально работал в Ярославле и Костроме в качестве члена Северного комитета, неоднократно подвергался арестам.
В период революции 1905—1907 годов — член Петербургского комитета партии, после высылки осенью 1905 года — Одесского комитета. По возвращении в столицу был кооптирован в Петербургский комитет, снова работал в Выборгском районе. В 1908 году А. В. Шотман — член Центрального правления Союза металлистов; одновременно работал в подпольной организации Василеостровского района.
В 1910—1913 гг. — член Гельсингфорсского комитета финляндской социал-демократической партии. В связи с провалом военной организации Балтийского флота бежал за границу, где участвовал в Поронинском совещании ЦК РСДРП (окрестности Кракова, октябрь 1913 года) с партийными работниками, был кооптирован в состав Центрального комитета и Русского бюро ЦК РСДРП. Направлен на подпольную работу в Россию. В ноябре 1913 года был арестован в Екатеринославе и сослан на три года в Нарымский край.
До 1917 года находился в ссылке. После Февральской революции А. В. Шотман стал членом Томского комитета РСДРП(б), а затем был направлен в Финляндию. С июня — член Петроградского окружного комитета РСДРП(б), делегат VI съезда партии, член Предпарламента. Избран депутатом Учредительного собрания от Петроградского губернского избирательного округа по списку № 2 (РСДРП(б)). После июльских дней осуществлял связь ЦК партии с находившимися в Разливе В. И. Лениным и Г. Е. Зиновьевым, организовывал переход Ленина в Гельсингфорс в августе 1917 года. Был участником расширенного заседания ЦК РСДРП(б) 6 (29) октября 1917 в Удельной, подтвердившего курс партии на вооружённое восстание.

### Государственная деятельность
После Октября 1917 года А. В. Шотман занял пост заместителя наркома почт и телеграфов. В 1918—1919 годах — член Президиума ВСНХ, в 1920 году председатель Урало-Сибирской комиссии Совета Труда и Обороны, в 1920 году член Сибирского революционного комитета и председатель Сибирского ВСНХ.
В 1921 году — председатель Экономического совещания (Экосо) Северного Кавказа, в 1922—1923 гг. — Экосо Карельской трудовой коммуны.
С 25 июля 1923 года по конец 1924 года А. В. Шотман был председателем ЦИК Автономной Карельской ССР. Избирался делегатом XI Всероссийского и II Всесоюзного съездов Советов (январь — февраль 1924 года).
В 1925 году — председатель акционерного общества «Радиопередача».
С 1926 года работал в ВСНХ и Президиуме ВЦИК.
С 1928 года член президиума ВСНХ СССР. В 1930 году был членом Комитета по делам Камчатки и Сахалина. Делегат XIII—XVII съездов партии, в 1924—1934 годах — член Центральной контрольной комиссии ВКП(б), в 1924—1927 — кандидат в члены Президиума ЦКК. Член ВЦИК и ЦИК СССР.
В 1930-х годах — уполномоченный Президиума ВЦИК по особым делам, заведующий отделом кадров ВСНХ.
Проживал в Москве на Манежной улице, дом 9, квартира 3.

### Гибель
Арестован 25 июня 1937 года, 29 октября за «участие в антисоветской троцкистской организации» приговорён Военной коллегией Верховного суда СССР к расстрелу. Через день, 30 октября 1937 года приговор был приведён в исполнение.
Похоронен на Донском кладбище, могила 1. Реабилитирован 24 декабря 1955 года определением Военной коллегии Верховного суда СССР.
На Введенском кладбище в Москве установлен кенотаф А. В. Шотмана.

## Память
В память об Александре Васильевиче Шотмане его именем названы улицы в ряде городов: в Петербурге, Петрозаводске, Кызыле и др.
26 сентября 1968 года в Петрозаводске на углу улиц Кирова и Германа Титова А. В. Шотману установлен памятник работы скульптора Г. Ф. Ланкинена, архитекторов В. И. Антохина и Ю. Ю. Кармы. Материал бюста и постамента — серый габбро-диабаз.
В 1974 году в Ленинграде перед музеем «Невская застава» (Ново-Александровская улица, д. 23) был открыт скульптурный мемориал «Первым марксистам Петербурга», где один из пяти бронзовых бюстов посвящён А. В. Шотману (скульптор А. А. Мурзин, архитектор А. Г. Леляков).
17 мая 1983 года открыта мемориальная доска на доме № 9 по Манежной улице (архитектор Ю. Н. Воскресенский, установлена на средства правительства Москвы).
В 1963 году на киностудии им. М. Горького создан фильм «Синяя тетрадь» о событиях лета 1917 года в Петрограде. Роль Александра Шотмана в нём исполнил Николай Граббе. В фильме «Доверие» (1975) роль Шотмана исполнил Анатолий Солоницын.

## Сочинения
- «Как из искры возгорелось пламя». М., 1934.
- «Как из искры возгорелось пламя» (изд. «Молодая гвардия», 1935, 258 стр., тираж 20 000 экз.)
- «Ленин в подпольи в 1917 году» Л., ГИЗ, 1924.
- «Записки старого большевика». М., 1925.
- «Записки старого большевика». М. — Л., 1930.
- «Ленин в подпольи в 1917 году» М.-Л., ГИЗ, 1930.
- «Записки старого большевика». М., 1932.
- «Ленин в подпольи». М., 1932.
- «15 лет во главе Советского государства» М., 1934.
- «Записки старого большевика». Л., 1963.
- «Ленин в подполье». М., 1977.
- «Записки старого большевика». Л., 1983.